# Bataillon Hans-Beimler
Le bataillon Hans-Beimler (en espagnol Batallón Hans Beimler) est une unité de la XIe brigade internationale, au cours de la guerre civile espagnole.

## Historique
Le bataillon Hans-Beimler est officiellement fondé en avril 1937, mais existe déjà depuis le mois de mars. Il tient son nom du combattant communiste allemand Hans Beimler, tué le 1er décembre 1936, dans la cité universitaire de Madrid peu après la bataille de Madrid. Cette dénomination lui a été donnée car le bataillon est principalement composé d'allemands, mais aussi de néerlandais, de flamands et de scandinaves.
Dès la fin de mars 1937, l'unité participe à ses premiers combats, lors de la bataille de Guadalajara, placé par le commandement à proximité de la rivière Badiel. En juin, le bataillon, mobilisé dans La Alcarria, lutte contre les groupes de Requetés, qui soutiennent le général Franco. Ainsi, les 11 et 12 juin, il combat à Utande, et reçoit l'ordre d'escalader une falaise très escarpée pour atteindre le village de Padilla de Hita (es) et empêcher les nationalistes de s'en emparer. La montée n'est pas compliquée par une riposte des nationalistes, car ceux-ci ont estimé que la falaise était infranchissable. Le bataillon sera néanmoins repoussé après une contre-attaque des Requetés.
Le mois suivant, l'unité est envoyée en renfort du bataillon Thälmann dans la bataille de Brunete, pour défendre les positions républicaines de Quijorna et de Villanueva de la Cañada. Elle s'y illustre, mais subit en contrepartie de lourdes pertes. Elle est ensuite l'une des premières formations à traverser le fleuve Èbre, dans la nuit du 24 au 25 août 1938, au début de la bataille de l'Èbre. Le bataillon Hans Beimler est finalement dissout en octobre 1938, après le retrait des Brigades internationales.